# Деревянный
Деревянный — остров архипелага Земля Франца-Иосифа, Приморский район Архангельской области России.
Высшая точка — 45 метров. Представляет собой небольшой вытянутый с северо-востока на юго-запад скальный массив.
Расположен у побережья крупного острова Земля Вильчека. Рядом находится небольшой остров чуть меньше Деревянного — Дауэс.

## Топографические карты
Лист карты U-41-XXXI,XXXII,XXXIII Земля Вильчека. Масштаб: 1 : 200 000. Издание 1965 г.